# Louis Brandin
Louis Maurice Brandin  (* 18. März 1874 in Paris; † 1940 in London) war ein französischer Romanist und Mediävist, der in England wirkte.

## Leben
Brandin, Verwandter und Schüler von Arsène Darmesteter, absolvierte die École nationale des chartes und schloss 1898 ab mit der Arbeit Les Gloses françaises ("loazim") de Gerschom de Metz (in: Revue des études juives 42–43, 1901). Dann ging er als Lektor für Französisch zu Edmund Stengel an die Universität Greifswald und wurde dort 1900 von Stengel promoviert mit der Dissertation Inedita der altfranzösischen Liederhandschrift Pb5 (Bibl. nat. 846) (in: Zeitschrift für französische Sprache und Literatur 22, 1900). Brandin war von 1901 bis 1939 Fieldenprofessor für Französisch am University College London (Nachfolger: Brian Woledge).

## Werke
- (Hrsg. mit Pierre Aubry, 1874–1910, und Alfred Jeanroy) Lais et descorts français du XIIIe siècle, Paris, Welter, 1901; Genf, Slatkine, 1975; Genf, Minkoff, 1980.
- (mit W. G. Hartog) A Book of French prosody, London, Blackie, 1904.
- (Hrsg. mit Mayer Lambert, 1863–1930) Glossaire hébreu-français du XIIIe siècle, Paris, Leroux, 1905; Genf, Slatkine, 1977.
- (Hrsg. mit  Arsène Darmesteter) Les gloses françaises de Raschi dans la Bible, in: Revue des études juives 53–56, 1907–1908 (147 Seiten, Vorwort von Julien Weill, 1873–1950).
- (Hrsg.) La chanson d’Aspremont. Chanson de geste du XIIe siècle, 2 Bde., Paris, Champion, 1919–1921, 1923–1924, 1970; in 1 Bd., 1925 (Vorwort von Joseph Bédier).
- (Hrsg.) Fouke Fitz Warin. Roman du XIVe siècle, Paris, Champion, 1920, 1930.
- (Hrsg.) Berthe au grand pied, Paris, Boivin, 1924 (neufranzösisch adaptiert, Bertrada die Jüngere).
- (Hrsg. mit  Alfred Jeanroy und Arthur Långfors) Recueil général des jeux-partis français, Paris, Champion, 1926.
- (Hrsg. und Übersetzer) Lais et fabliaux du XIIIe siècle, Paris, Boccard, 1932 (neufranzösisch).
  - I. Le vair palefroi, par Huon Le Roy
  - II. Guillaume au faucon
  - III. Le partage de la couverture, par Bernier
  - IV. Les trois ménestrels bossus, par Durand
  - V. Les trois aveugles de Compiègne, par Courtebarbe
  - VI. Sire Hain et dame Anieuse, par Hue Piaucele
  - VII. Le vilain qui conquit le paradis en plaidant
  - VIII. Le vilain au buffet